# Odorrana grahami
Espèce
Synonymes
- Rana grahami Boulenger, 1917

Statut de conservation UICN

 NT  : Quasi menacé
Odorrana grahami est une espèce d'amphibiens de la famille des Ranidae.

## Répartition
Cette espèce se rencontre entre 1 150 et 3 200 m d'altitude :
- dans le sud-est de la République populaire de Chine dans les provinces du Sichuan, du Yunnan, du Guizhou et du Shanxi ;
- dans le nord du Viêt Nam dans les provinces de Lào Cai et Lai Châu.

Cette espèce, très commune dans le passé, l'est désormais beaucoup moins. Toutefois elle reste localement commune notamment dans certaines zones au Viêt Nam.

## Pharmacologie
Deux peptides antimicrobiens à large spectre ont été découverts dans les sécrétions cutanées de cette espèce. En référence à celle-ci, ils ont été nommés grahamin 1 et grahamin 2.

## Étymologie
Cette espèce est nommée en l'honneur de l'épouse du révérend John Graham.

## Publication originale
- Boulenger, 1917 : Description of news Frogs of the Genus Rana. Annals and Magazine of Natural History, sér. 8, vol. 20, p. 413-418 (texte intégral).